# Mörtsjöskogen
Mörtsjöskogen este o arie protejată (arie specială de conservare — SAC, sit de importanță comunitară — SCI) din Suedia întinsă pe o suprafață de 29 ha, integral pe uscat.

## Localizare
Centrul sitului Mörtsjöskogen este situat la coordonatele 59°36′15″N 18°23′41″E / 59.6042°N 18.3948°E.

## Înființare
Situl Mörtsjöskogen a fost declarat sit de importanță comunitară în iunie 2001 pentru a proteja 1 specie de plante. Situl a fost protejat și ca arie specială de conservare în martie 2011.

## Biodiversitate
Situată în ecoregiunea boreală, aria protejată conține 1 habitat natural: Taiga vestică.
La baza desemnării sitului se află o specie protejată de  plante: Buxbaumia viridis.